# Софія Станіславівна Потоцька
Софія Станіславівна Потоцька (у шлюбі Кисельова; 1802 або 1801 — 02.09(21.08).1875) — аристократка польського походження Російській імперії, учасниця польського руху за незалежність.

## Життєпис
Походила з відомого магнатського роду Потоцьких. Донька С.-Щ.Потоцького (див. Потоцькі) та Софії Потоцької, сестра І.Вітта. Знайома А.Міцкевича і О.Пушкіна. Народилась в м. Тульчин. У дитинстві успадкувала від батька 2 млн злотих. Здобула домашню освіту під наглядом матері. 1817—18 ввійшла в аристократичні кола Санкт-Петербурга.
1821 в Одесі побралася з 33-літнім начальником штабу російської 2-ї армії генерал-майором П.Кисельовим, майбутнім учасником російсько-турецької війни 1828—1829, генерал-ад'ютантом (1823), повноважним головою диванів Молдови та Волощини (1829), генералом од інфантерії, членом Державної ради Російської імперії (1833), міністром державних маєтностей Російської імперії (1837; див. Кисельова реформа 1837—1841), графом (1839).
Отримала величезний посаг — коштовностей на 50 тис. дукатів (приблизно 900 тис. злотих), посуд, меблі тощо, а також половину Немирова з 10-ма тисячами кріпаків. Познайомилася з декабристами (П.Аврамовим, М.Басаргіним та ін.), співчувала їм у період розгрому антиурядового заколоту взимку 1825/26. Радила князю С.Волконському рятуватися від загрози арешту, запропонувавши організувати його втечу за кордон.
Симпатизувала французькій Липневій революції 1830, вітала польське повстання 1830—1831 (солідаризувалася з участю в ньому свого брата Олександра). Зрікалася конформістськи налаштованої частини родичів. Висловлювала невдоволення передачею «Софіївки», секвестрованої в О.Потоцького, до скарбу російського імператора Миколи I.
1834 мешкала у власному маєтку Бука Уманського повіту Київської губернії (нині селище міського типу Маньківського району Черкаської області) узгоди з П.Кисельовим обопільне зобов'язання жити нарізно й не втручатися в особисті справи одне одного. Осіла у Франції, подорожувала по багатьох країнах, зрідка повертаючись на батьківщину.
1846 гостювала в С.-Петербурзі у П.Кисельова. Того ж року анонімно відіслала йому велику суму грошей — 138 996 рублів, задекларувавши, що це компенсація за завдані прикрощі. 1848 негативно сприйняла європейські революційні події. Виступала проти ініціативи А.Міцкевича формувати Легіони польські. 1849, прямуючи до Палестини, у Стамбулі надала сприяння О.Блаватській, котра опинилась у скруті без документів, запросила ту юну жінку до себе компаньйонкою в мандрах.
Тісно співпрацювала з очолюваним А.Чарторийським паризьким центром польської еміграції, під час Кримської війни 1853—1856 інформувала його про ставлення воюючих сторін до польського питання. Після поразки польського повстання 1863—1864, до якого, попри досягнення поважного віку, мала намір прилучитися, критично оцінювала прояви лояльності щодо царату.
Померла у м. Париж (Франція).